# Gustaf Lallerman
Gustaf Lallerman, född 1668 i Järstorps församling, Jönköpings län, död 13 juli 1731 i Markaryds församling, Kronobergs län, var en svensk präst.

## Biografi
Gustaf Lallerman föddes på Lalleryd 1668 i Järstorps församling. Han var son till en bonde. Lallerman blev 1690 student vid Uppsala universitet och dispituerade 1697 och 1699. Han avlade magisterexamen 1699 och prästvigdes 13 december 1700. Lallerman började arbeta hos biskopen Samuel Wiraenius och 1704 blev han kyrkoherde i Markaryds församling. Han fik prosttitel och avled 1731 i Markaryds församling.

### Familj
Lallerman gifte sig 2 oktober 1704 med Sara Bolhemia. Hon var dotter till kyrkoherden Carolus Bolhemius och Anna Arvidsdotter i Markaryds församling. De fick tillsammans barnen kyrkoherden Carl Lallerman (1705–1772) i Markaryds församling och Helena Lallerman (1708–1787) som gifte sig med kyrkoherden Nicolaus P. Osander i Markaryds församling.